# Ахмад Баніні
Ахмад Баніні (араб. أحمد بحنيني; прибл. 1909 — 10 липня 1971) — марокканський політик, четвертий прем'єр-міністр Марокко у 1963—1965 роках за правління короля Хасана II.Він також обіймав посаду голови Верховного суду. Баніні був убитий під час невдалої спроби державного перевороту проти Хасана II 10 липня 1971 року.

## Раннє життя
Баніні народився у Фесі, Марокко, 1909 року. Потім він пішов до Університету Аль-Каравіїн, де Абдеслам Сергіні був його професором.[джерело?]

## Кар'єра
Баніні займав посади в мешварі (секретар центрального махзена та суддя у верховному суді гарифіану). Потім працював в Імперському коледжі учителем принцес та принців — у тому числі майбутнього Хасана II.
Ахмада був призначений прем'єр-міністром Хасаном II у 1963 році, за тиждень до оприлюднення амністії та реабілітації відомих «колаборантів» на розчарування націоналістів. Ця людина під час усунення Мохаммада V нічого не сказав і об'єднався з Мохаммадом Бін Арафою, султаном, посадженим ненадовго на трон французами.
У промові 7 червня 1965 року в Рабаті, Хасан II оголосив надзвичайний стан відповідно до статті 35 Конституції Шерифа та оголосив про перегляд цієї Конституції, який буде винесено на референдум. Пізніше прем'єр-міністр представив королю заяву про відставку членів марокканського уряду. Інформаційне агентство MAP заявило, що виступ короля було сприйнято населенням позитивно, тоді як опозиція (партія «Істікляль» і UNFP) не схвалила заходи, вжиті сувереном.

## Смерть
10 липня 1971 року, на день народження Хасана II у палаці Схірат, Баніні було застрелено солдатами-повстанцями, які стріляли в гостей під час кривавої та невдалої спроби військового перевороту.